# Braeden Lemasters
 (mai 2024).
La mise en forme du texte ne suit pas les recommandations de Wikipédia : il faut le « wikifier ».
Les points d'amélioration suivants sont les cas les plus fréquents :
- Les titres sont pré-formatés par le logiciel. Ils ne sont ni en capitales, ni en gras.
- Le texte ne doit pas être écrit en capitales (les noms de famille non plus), ni en gras, ni en italique, ni en « petit »…
- Le gras n'est utilisé que pour surligner le titre de l'article dans l'introduction, une seule fois.
- L'italique est rarement utilisé : mots en langue étrangère, titres d'œuvres, noms de bateaux, etc.
- Les citations ne sont pas en italique mais en corps de texte normal. Elles sont entourées par des guillemets français : « et ».
- Les listes à puces sont à éviter, des paragraphes rédigés étant largement préférés. Les tableaux sont à réserver à la présentation de données structurées (résultats, etc.).
- Les appels de note de bas de page (petits chiffres en exposant, introduits par l'outil «  Source ») sont à placer entre la fin de phrase et le point final[comme ça].
- Les liens internes (vers d'autres articles de Wikipédia) sont à choisir avec parcimonie. Créez des liens vers des articles approfondissant le sujet. Les termes génériques sans rapport avec le sujet sont à éviter, ainsi que les répétitions de liens vers un même terme.
- Les liens externes sont à placer uniquement dans une section « Liens externes », à la fin de l'article. Ces liens sont à choisir avec parcimonie suivant les règles définies. Si un lien sert de source à l'article, son insertion dans le texte est à faire par les notes de bas de page.
- La présentation des références doit suivre les conventions bibliographiques. Il est recommandé d'utiliser les modèles {{Ouvrage}}, {{Chapitre}}, {{Article}}, {{Lien web}} et/ou {{Bibliographie}}. Le mode d'édition visuel peut mettre en forme automatiquement les références.
- Insérer une infobox (cadre d'informations à droite) n'est pas obligatoire pour parachever la mise en page.

Pour une aide détaillée, merci de consulter Aide:Wikification.
Si vous pensez que ces points ont été résolus, vous pouvez retirer ce bandeau et améliorer la mise en forme d'un autre article.
Braeden Matthew Lemasters, né le 27 janvier 1996, est un acteur, chanteur et musicien américain. Il commence sa carrière en tant qu'enfant acteur et se fait remarquer pour son rôle d'Albert Tranelli dans la série de TNT, Men of a Certain Age (2009-2011). Il a fait des apparitions dans plusieurs séries télévisées telles que Esprits criminels, Urgences, Dr House, Grey's Anatomy, et The Romanoffs sur Prime Video. Il est également le guitariste principal et chanteur du groupe de rock indépendant américain Wallows.
Au cinéma, Braeden a joué dans le film Le Beau-père (2009), la comédie romantique Easy Girl (2010), la comédie familiale A Christmas Story 2 (2012) et le film d'horreur Totem (2017).

## Biographie
Braeden Matthew Lemasters est né à Warren, Ohio (Etats-Unis d’Amérique), il est le fils de Dave et Michelle Lemasters. Il a un frère aîné, Austin. À l'âge de neuf ans, sa famille a déménagé à Santa Clarita, Californie, pour qu'il puisse poursuivre sa carrière d'acteur. Musicalement, il grandit en écoutant The Beatles et Arctic Monkeys, et a appris à jouer de la guitare,.
Pendant le collège, Braeden forme avec ses amis Cole Preston et Dylan Minnette le groupe The Feaver. Ils deviendront ensemble The Narwhals puis le groupe Wallows.

### Carrière

#### Acteur
Braeden a commencé sa carrière d'acteur à l'âge de 9 ans, en jouant le rôle de Frankie dans un épisode de Six Feet Under (2005). En 2006, il a interprété un enfant autiste dans la série Dr House. Par la suite, il a eu des rôles mineurs dans Esprits Criminels, Urgences et The Closer. En 2007, il est apparu en tant que Jacob Marshall-LaHaye dans le téléfilm dramatique chrétien Le bonheur d’être aimé, pour lequel il a reçu sa première nomination aux Young Artist Awards. Plus tard cette année-là, il a joué dans Le cœur n'oublie pas, Life, Grey's Anatomy et Wainy Days.
À partir de 2009, Breaden Lemasters a commencé à jouer dans la série de TNT Men of a Certain Age dans le rôle d'Albert Tranelli. Il a reçu divers prix et nominations pour ce rôle dont un  Peabody Award et une nomination aux Young Artist Awards pour la meilleure performance dans une série télévisée. Il est resté dans la série pendant deux saisons jusqu'à sa conclusion en 2011. Il a également eu un second rôle dans le remake de 2009 de Le Beau-père.
En 2010, il est apparu dans la comédie romantique pour adolescents Easy Girl, dans le rôle du jeune Todd, joué par Penn Badgley. L'année suivante, il a joué Ralphie Parker dans la suite de A Christmas Story. De 2013 à 2014, il a joué Victor McAllister dans la série dramatique de ABC Betrayal,. L'année suivante, Braeden a joué dans le téléfilm fantastique Monsterville : Le Couloir des horreurs aux côtés de Dove Cameron et Tiffany Espensen.
En 2017, Breaden Lemasters a été choisi pour le rôle de Trevor dans la deuxième saison de T@gged. Il a repris ce rôle lors de la troisième saison de la série. En 2018, il a joué dans le film Flock of Four, où il incarnait Joey Grover, un pianiste amateur talentueux dans le Pasadena des années 1950.

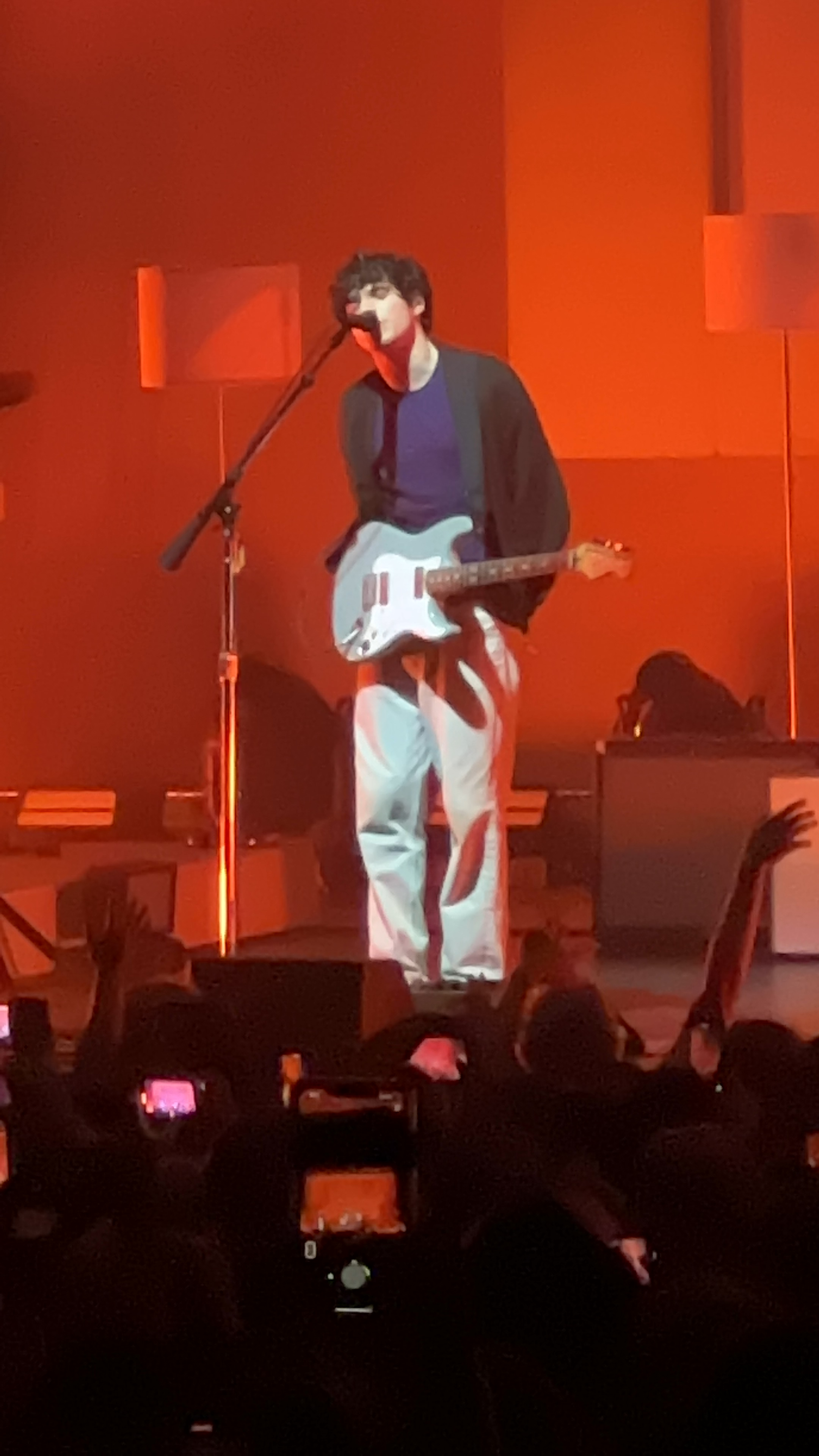
Braeden Lemasters avec Wallows le 29/06/2022 au Palace Theatre

#### Musicien
En plus de jouer, Braeden Lemasters est également chanteur et guitariste principal du groupe Wallows, avec Cole Preston à la batterie et Dylan Minnette au chant et à la guitare. Le groupe a remporté le concours Battle Of The Bands (2010) sponsorisé par la station de radio KYSR en 2010 et a joué lors du Vans Warped Tour 2011. Ils se sont depuis produits dans plusieurs lieux populaires de Los Angeles, y compris le Roxy Theater et le Whisky a Go Go.
Le groupe a commencé à publier des chansons de manière indépendante en avril 2017, commençant par "Pleaser", qui a atteint la deuxième place du classement Spotify Global Viral 50.
En 2018, Wallows a signé un contrat avec Atlantic Records et a sorti son premier EP sous une grande maison de disques, Spring, incluant les singles "Pictures of Girls" et "These Days". Ils ont interprété "Pictures of Girls" sur The Late Show with James Corden le 8 mai 2018,.
Le groupe a sorti son premier album studio, Nothing Happens en 2019, qui comprenait le single à succès "Are You Bored Yet?" puis a réalisé une tournée mondiale. En 2020, ils ont sorti leur deuxième EP Remote. Le groupe a publié son deuxième album, Tell Me That It's Over en mars 2022.
Après près de deux ans d’absence, le groupe annonce un nouvel album pour le 24 mai 2024 et une tournée mondiale « Model Tour » avec une date au Zenith de Paris le 5 octobre 2024.

## Discographie
Voir Wallows

## Filmographie

### Film
| Year | Title               | Role                   | Notes                         |
| ---- | ------------------- | ---------------------- | ----------------------------- |
| 2008 | Beautiful Loser     | Jake                   |                               |
| 2009 | Le Beau-père        | Sean Harding           |                               |
| 2010 | Easy Girl           | 8th Grade Todd         |                               |
| 2012 | A Christmas Story 2 | Ralph "Ralphie" Parker | Direct-to-video released film |
| 2017 | Totem               | Todd                   |                               |
| 2018 | Flock of Four       | Joey Grover            |                               |

### Télévision
| Year       | Title                                  | Role              | Notes                                               |
| ---------- | -------------------------------------- | ----------------- | --------------------------------------------------- |
| 2005       | Six Feet Under                         | Frankie           | Episode: "Eat a Peach"                              |
| 2006       | Esprits criminels                      | Eric Fisher       | Episode: "Poison"                                   |
| 2006       | Urgences                               | Sean              | Episode: "The Gallant Hero and the Tragic Victor"   |
| 2006       | The Closer                             | Charlie Hubbard   | Episode: "Blue Blood"                               |
| 2006       | Dr House                               | Adam              | Episode: "Lines in the Sand"                        |
| 2007       | Le cœur n'oublie pas                   | Young Ryan        | TV movie                                            |
| 2007       | Love's Unending Legacy                 | Jacob Marshall    | TV movie                                            |
| 2007       | Life                                   | Tyler Hawley      | Pilot                                               |
| 2007       | Grey's Anatomy                         | Brian             | Episode: "Physical Attraction... Chemical Reaction" |
| 2007       | Wainy Days                             | Young David       | 2 episodes                                          |
| 2008       | New York, unité spéciale               | David Zelinsky    | Episode: "Unorthodox"                               |
| 2008       | Eli Stone                              | Brian Swain       | Episode: "Father Figure"                            |
| 2008       | Ghost Whisperer                        | Michael Wilkins   | Episode: "Stranglehold"                             |
| 2008       | Saving Grace                           | Tommy Ward        | Episode: "It's a Fierce, White-Hot, Mighty Love"    |
| 2008       | Cold Case                              | Seth Lundgren '69 | Episode: "One Small Step"                           |
| 2008       | Cadeau d'adieu                         | Cam               | TV movie                                            |
| 2009       | NCIS                                   | Noah Taffet       | Episode: "Hide and Seek"                            |
| 2009–2011  | Men of a Certain Age                   | Albert            |                                                     |
| 2010       | The Haney Project                      | Ray               | Episode: "Mental Breakdown"                         |
| 2011       | L'Heure de la peur                     | Rob               | Episode: "The Hole"                                 |
| 2012       | Wedding Band                           | Shane             | Episode: "Get Down on It"                           |
| 2013–2014  | Betrayal                               | Victor McAllister | 13 episodes                                         |
| 2015       | Monsterville : Le Couloir des horreurs | Kellen            | TV movie                                            |
| 2016       | 11.22.63                               | Mike Coslaw       | 2 episodes                                          |
| 2016       | ce Is Righ                             | Himself           | 1 episode                                           |
| 2017–2018  | T@gged                                 | Trevor            | 17 episodes: recurring (season 2), main (season 3)  |
| 2018       | The Romanoffs                          | Andrew            | Episode: "The Royal We"                             |
| 2018; 2019 | The Late Late Show with James Corden   | Himself           | Performing alongside his band Wallows               |
| 2019       | The Tonight Show Starring Jimmy Fallon | Himself           | Performing alongside his band Wallows               |
| 2020       | Jimmy Kimmel Live!                     | Himself           | Performing alongside his band Wallows               |

### Jeux vidéo
| Year | Title                      | Voice Role   | Notes                 | Ref.   |
| ---- | -------------------------- | ------------ | --------------------- | ------ |
| 2006 | Thrillville                | Child Male 1 |                       | [ 27 ] |
| 2007 | Thrillville: Off the Rails | Child Male 1 | Sequel of Thrillville | [ 28 ] |

## Distinctions
| Year | Award              | Category                                                                       | Work                              | Result    | Refs   |
| ---- | ------------------ | ------------------------------------------------------------------------------ | --------------------------------- | --------- | ------ |
| 2008 | CAMIE Awards       | Television - Made for TV Movie                                                 | Love's Unending Legacy            | Won       |        |
| 2008 | Young Artist Award | Best Performance in a TV Movie, Miniseries or Special - Supporting Young Actor | Love's Unending Legacy            | Nominated | [ 29 ] |
| 2009 | Young Artist Award | Best Performance in a TV Series - Guest Starring Young Actor                   | Law & Order: Special Victims Unit | Nominated | [ 30 ] |
| 2011 | Young Artist Award | Best Performance in a TV Series (Comedy or Drama) - Supporting Young Actor     | Men of a Certain Age              | Nominated | [ 30 ] |
| 2011 | Peabody Awards     | —                                                                              | Men of a Certain Age              | Won       | [ 31 ] |